# ArtWatch International
ArtWatch International organizacija je koju je osnovao James Beck (1930. – 2007.), američki povjesničar umjetnosti te predavač na Sveučilištu Columbia u svrhu nadzora i poticanja kvalitetnije prakse u konzervaciji restauraciji umjetničkih djela. Osim međunarodnog dijela postoji i engleska grana ove organizacije ArtWatch UK, koju vodi Michael Daley. Slična organizacija postoji i u Francuskoj Association pour le Respect de l'Intégrité du Patrimoine Artistique (Udruga za poštovanje integriteta umjetničke baštine).

## Aktivnosti
Godine 1991. Beck je kritizirao čišćenje skulpture Jacopo della Quercie (Beck je inače doktorirao na ovoj temi, pod supervizijom R. Wittkower-a), grobnice Ilarie del Caretto u Katedrali u Lucci, Italija. Konzervator koji je vodio radove pokrenuo je četiri parnice za  "tešku klevetu", za koju je po italijanskom zakonodavstvu predviđena kazna zatvora do tri godine. Beck je dobio sva četiri spora, te je potom postao suosnivač ArtWatch-a.
ArtWatch se postavlja kritički prema konzervatorsko restauratorskoj praksi i projektima, poput restauracije Leonardo da Vinci-jeve Posljednje večere, te radovima na Mikelanđelovim freskama u Sikstinskoj kapeli. Neuspješnom peticijom, potpisane 2004. godine,  pokašali su zaustaviti radove na Michelangelovom Davidu, na kojem su se po radovima počele javljati nove pukotine.
Nakon smrti James Beck-a, ArtWatch UK, objavio je izviješće o oštećenjima umjetnina transportiranih u svrhu mega izložbi, te članke koji se postavljaju kritički u odnosu na restauraciju modernih slika, poput slika Gustava Klimt-a. U studenom 2008. godine, ArtWatch UK journal objavio je 20 članaka o kampanji i razvoju radova od UNESCO-a zaštićenom gradu Petrogradu.
Beck i Daley su često bili gorljivi u ovakovim raspravama, no njihova su mišljenja bila redovno popraćena od strane tiska, no zauzvrat ih se jednako kritizira.

## Slučaj Ludwig Burchard-a
U travnju 2006. godine, ArtWatch UK Journal objavio je istraživanje o radu Ludwiga Burchard-a, znanstvenika koji je autor brojnih atribucija radova Rubens-a. Istraživanjem su ukazali na činjenicu da je neke atribucije objavio i zbog osobne materijalne koristi. Ponovno se postavilo pitanje o autentičnosti slike Samson i Dalila iz londonske National Gallery, kao i pitanje integriteta ravnatelja ove galerije Neil MacGregor-a. Istraživanje je vodila Kasia Pisarek, diplomantica sa Sorbonne u Parizu, koja je radila doktorat na sveučilištu u Varšavi.

## Vanjske poveznice
- ArtWatch International web site
- ArtWatch UK web site